# Trebonianus Gallus
Gaius Vibius Trebonianus Gallus (n. 206 d.Hr., Perugia, Italia – d. august 253 d.Hr., Terni, Italia) a fost un împărat roman între anii 251 și 253.

## Biografie
Gallus, fiul unui senator, s-a născut în Italia. S-a căsătorit cu Afinia Gemina Baebiana și a avut doi copii: Gaius Vibius Volusianus și Vibia Galla. Cariera sa a fost tipică pentru criza secolului III, cu numiri atât în politică cât și în armată. A fost consul suffect, iar în 250 a devenit guvernator al Moesiei Superior. Aici, Gallus a câștigat popularitate în rândul armatei, după ce a respins atacurile goților.
În iunie 251, Decius și fiul său Herennius Etruscus au murit în bătălia de la Abrittus, uciși de goți. Trebonianus Gallus a fost proclamat împărat de către trupe. În același timp, la Roma, Hostilian, fiul mai mic al lui Decius, a fost numit împărat. Pentru a evita un război civil, Gallus îl adoptă pe Hostilian și cei doi devin co-împărați. În același an, Hostilian moare de ciumă în capitală. Volusianus, fiul natural al lui Trebonianus Gallus, este asociat la domnie.

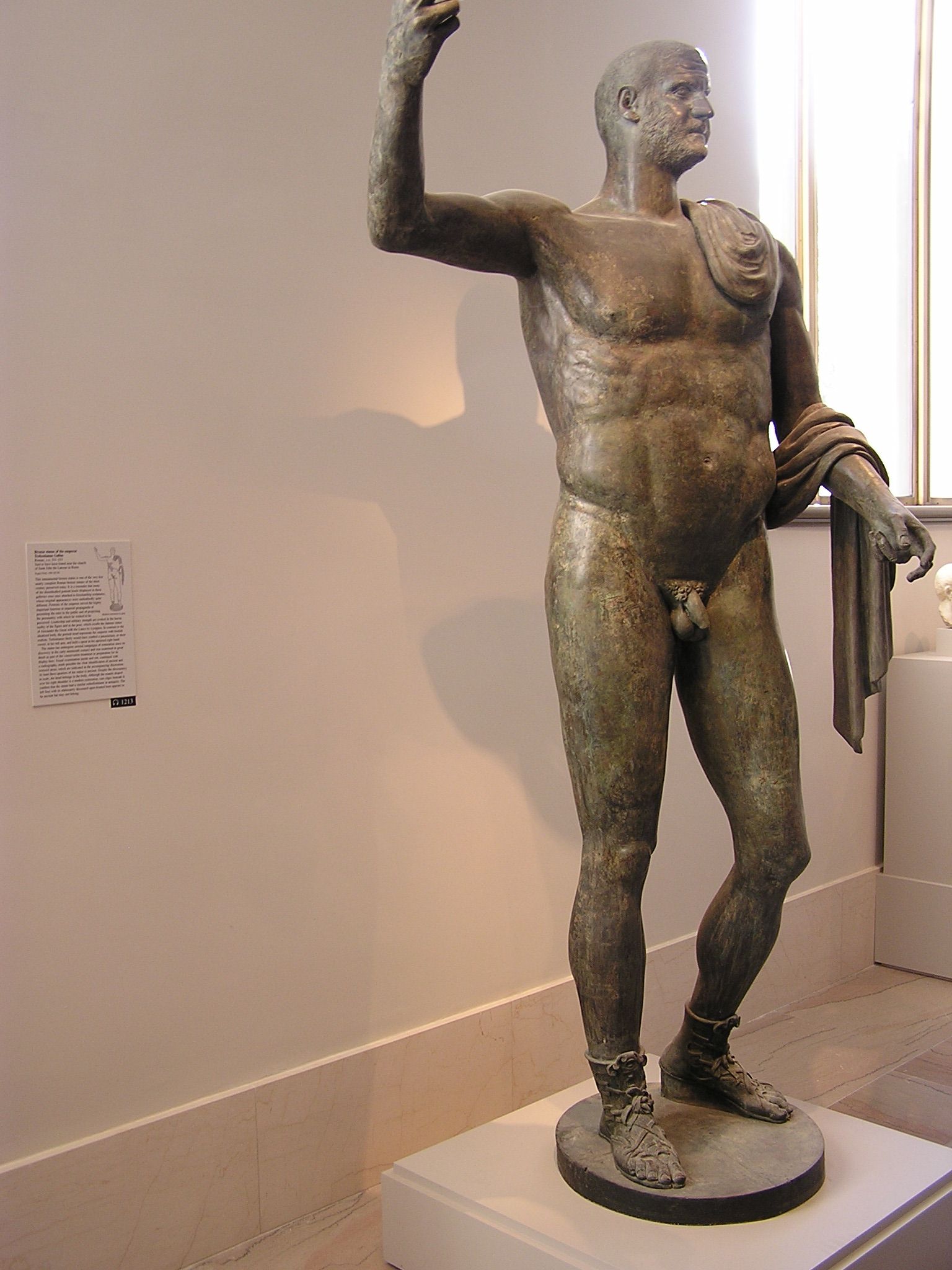
Statuie de bronz a lui Gallus, făcută în timpul său. Este singura statuetă de bronz romană din secolul III găsită până acum (Muzeul Metropolitan de Artă, New York)

Trebonianus Gallus a câștigat o mare popularitate în rândul poporului. A ajutat familiile lovite de epidemia de ciumă. Deși este acuzat că ar fi persecutat creștinii, singura dovadă este faptul că l-a exilat pe Papa Corneliu din Roma în 252.
Pe plan extern, Gallus s-a luptat cu Shapur I, împăratul sasanid (persan), care a cucerit fără probleme provincia romană Siria. Pe Dunăre, goții au reatacat Imperiul, încălcând tratatul de pace semnat în 251. Aemilianus, guvernator al Moesiei Superior și al Pannoniei, s-a declarat împărat și a pornit spre Roma, dar nu înainte de a-i învinge pe goți. Gallus a strâns multe legiuni pentru a-l înfrunta pe uzurpator, dar a fost ucis împreună cu Volusianus la Interamna de armată, în august 253.